# Buena Fe
Buena Fe, auch San Jacinto de Buena Fe, ist eine Stadt und ein Municipio in der Provinz Los Ríos in West-Ecuador sowie Verwaltungssitz des Kantons Buena Fe. Beim Zensus 2010 hatte die Stadt Buena Fe 38.263 Einwohner. Die Stadtfläche (área urbana de la ciudad de Buena Fe) umfasst 923 Hektar.

## Lage
Die Stadt Buena Fe liegt am Westufer des nach Süden strömenden Río Quevedo (im Unterlauf Río Vinces) in der Tiefebene westlich der Anden. Die 102 m hoch gelegene Stadt Buena Fe befindet sich 100 km nördlich der Provinzhauptstadt Babahoyo sowie 15 km nordnordwestlich der Stadt Quevedo. Die Fernstraße E25 (Quevedo–Santo Domingo de los Colorados) führt in nördlicher Richtung durch das Gebiet und passiert dabei Buena Fe.

## Geschichte
Die Parroquia Buena Fe wurde am 11. Oktober 1979 als Teil des Kantons Quevedo eingerichtet. Der Kanton Buena Fe wurde am 7. August 1992 gegründet. Damit wurde Buena Fe als Parroquia urbana Sitz der Kantonsverwaltung. Im Jahr 2001 wurde das Stadtgebiet in insgesamt 3 Parroquias urbanas aufgeteilt.

## Municipio
Das 414,2 km² große Municipio Buena Fe wird aus drei Parroquias urbanas gebildet. Beim Zensus 2010 betrug die Einwohnerzahl 50.870. Das Municipio hat eine Längsausdehnung in Nord-Süd-Richtung von etwa 38 km. Der Río Quevedo fließt entlang der östlichen Verwaltungsgrenze nach Süden. Im Nordosten liegt am Río Quevedo die Talsperre Baba – Pico de Pato. Im Nordwesten reicht das Municipio bis zum Río Peripa, der in diesem Bereich einen Teil des Daule-Peripa-Stausees bildet.
Das Municipio Buena Fe grenzt im Norden an die Parroquia Patricia Pilar, im Osten an den Kanton Valencia, im äußersten Süden an das Municipio von Quevedo, im Südwesten an die Provinz Guayas mit der Parroquia Guayas (Kanton El Empalme) sowie im Westen an die Provinz Esmeraldas mit dem Kanton El Carmen.

### 7 de Agosto
Die Parroquia 7 de Agosto (⊙) liegt im Norden der Stadt. Sie umfasst folgende Barrios: Santa Rosa, Cooperativa 19 de Octubre Primera y Segunda Etapa, Lupita, El Paraíso Norte, Alta Gracia, Cooperativa Nogales Izurieta, Nueva Esperanza, Lotización F J, Lotización PROCACAO und Lotización Estela Espinoza.

### 11 de Octubre
Die Parroquia 11 de Octubre (⊙) liegt im Osten der Stadt. Sie umfasst folgende Barrios: Nueva Buena Fe, El Cortijo, San Jacinto, Los Rosales, San José, San Camilo, Juana Mercedes, Santa Martha, San Gabriel, 27 de Julio und La Dolorosa.

### San Jacinto de Buena Fe
Die Parroquia San Jacinto de Buena Fe (⊙) bildet das Stadtzentrum. Sie umfasst folgende Barrios: Las Vegas, Central, Paraíso, La Base, 10 de
Agosto, Unión y Progreso, 12 de Agosto, Nueva Unión, San Francisco Sur, Lotización Ideal und Ciudadela El Bosque.

## Demografie
Die Stadtbevölkerung bestand 2010 zu 68,6 % aus Mestizen, zu 7,2 % aus Weißen, zu 0,2 % aus Indigenen, zu 7,6 % aus Afroecuadorianern, zu 16,1 % aus Montubios und zu 0,2 % aus sonstigen Ethnien. Die Alphabetisierungsrate lag bei 90,4 % der Bevölkerung.
| Zensusjahr | Einwohnerzahl |
| ---------- | ------------- |
| 2001       | 27.516        |
| 2010       | 38.263        |

## Persönlichkeiten
- Adolfo Muñoz (* 1997), ecuadorianisch-spanischer Fußballspieler